# Glenea nympha
Glenea nympha é uma espécie de escaravelho da família Cerambycidae. Foi descrita por James Thomson em 1865.  É conhecida a sua existência em Bornéu e Malásia.